# Дупатта

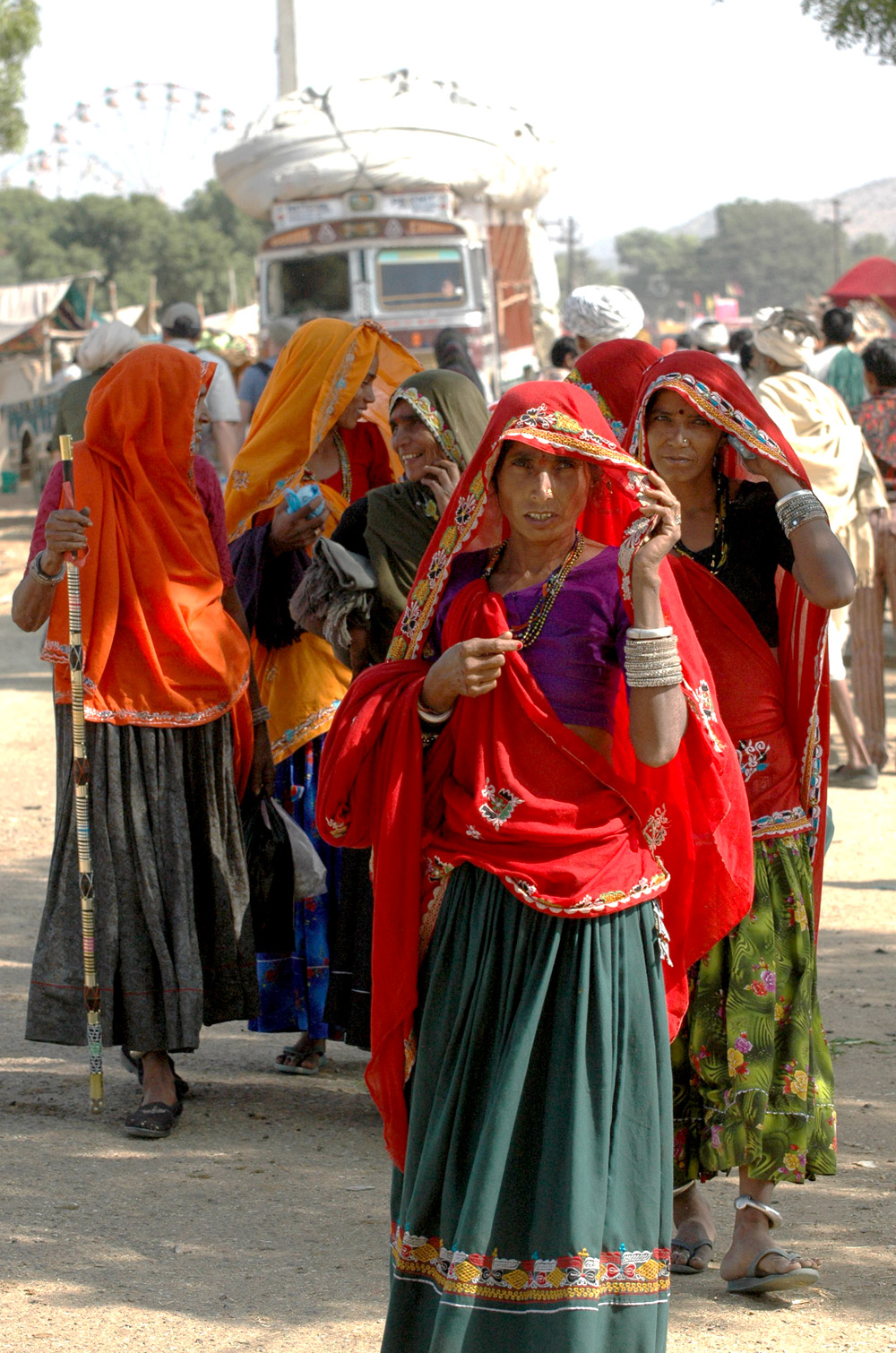
Жінки індійського села носять Odhni з чаґра чолі

Дупатта, також званий chunni, chunari, chundari, lugda, rao/rawo, gandhi, pothi, orna та odhni, — це довгий шарф, схожий на шаль, який традиційно носили жінки на Індійському субконтиненті. Традиційно в Індії дупатта є частиною жіночої легенґи або ґгаґра/чанія чолі. Легенґа — це одяг із трьох частин, який складається зі спідниці, яка називається ґгаґра або чанія; блузка, яка називається чолі, і дупатта. Дупатту носять на одному плечі, і традиційно одружені жінки також носили дупатту через голову у храмах або перед старійшинами.
Дупатту також носять як частину шальвар-камізу, яку носять жінки в Південній Азії, зокрема в деяких частинах Північної Індії та регіоні Декан. Пенджабський костюм носять у Пенджабі та Пакистані, це ще один одяг із трьох частин, що складається із штанів, які називають піжамою або салваром; топ, який називається курта або каміз, і дупатта.

## Етимологія
У гінді-урду слово dupattā (दुपट्टा, دوپٹہ), що означає «шаль з подвійної тканини», походить від санскриту, є комбінацією du- (що означає «два», від санскриту dvau, «два», і dvi-, поєднуючи форму dvau) і paṭṭā (що означає «смужка тканини», від paṭṭaḥ), тобто вкрав.

## Історія

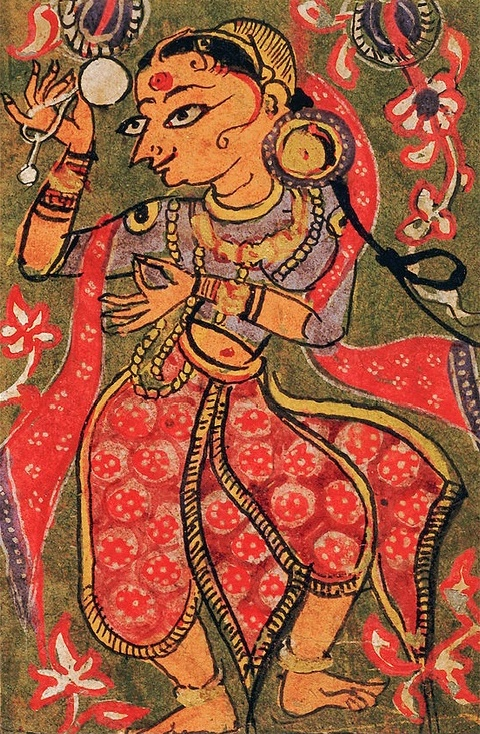
Танцююча жінка в дупатті, фрагмент рукопису Кальпа-сутри, бл. 1300-х рр.

Ранні свідчення дупатти можна простежити до цивілізації долини Інду, де скульптура священника-короля, чиє ліве плече вкрите якимось шарфом, схожим на шаль, свідчить про те, що використання дупатти сходить до цієї ранньої індійської культури. У ранній санскритській літературі є широкий словник термінів для вуалі та шарфів, які використовували жінки в стародавній період, таких як avagunthana (плащ-вуаль), uttariya (плечі-вуаль), mukha-pata (обличчя-вуаль) і siro-vastra (голова-вуаль). Вважається, що дупатта походить від стародавньої уттарії.

## Використання

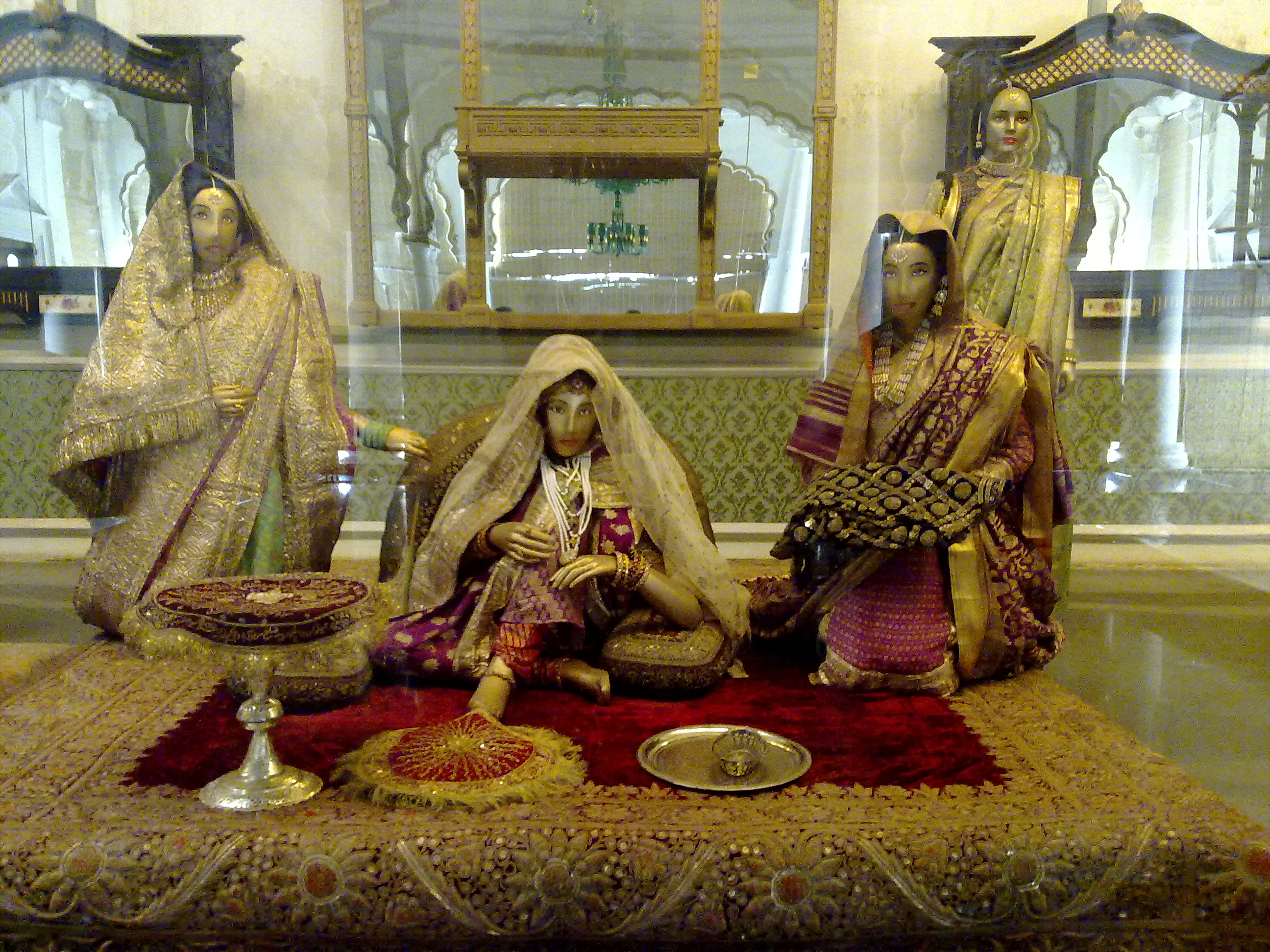
Декани королівського двору в дупатти на виставі в палаці Чоумахалла.

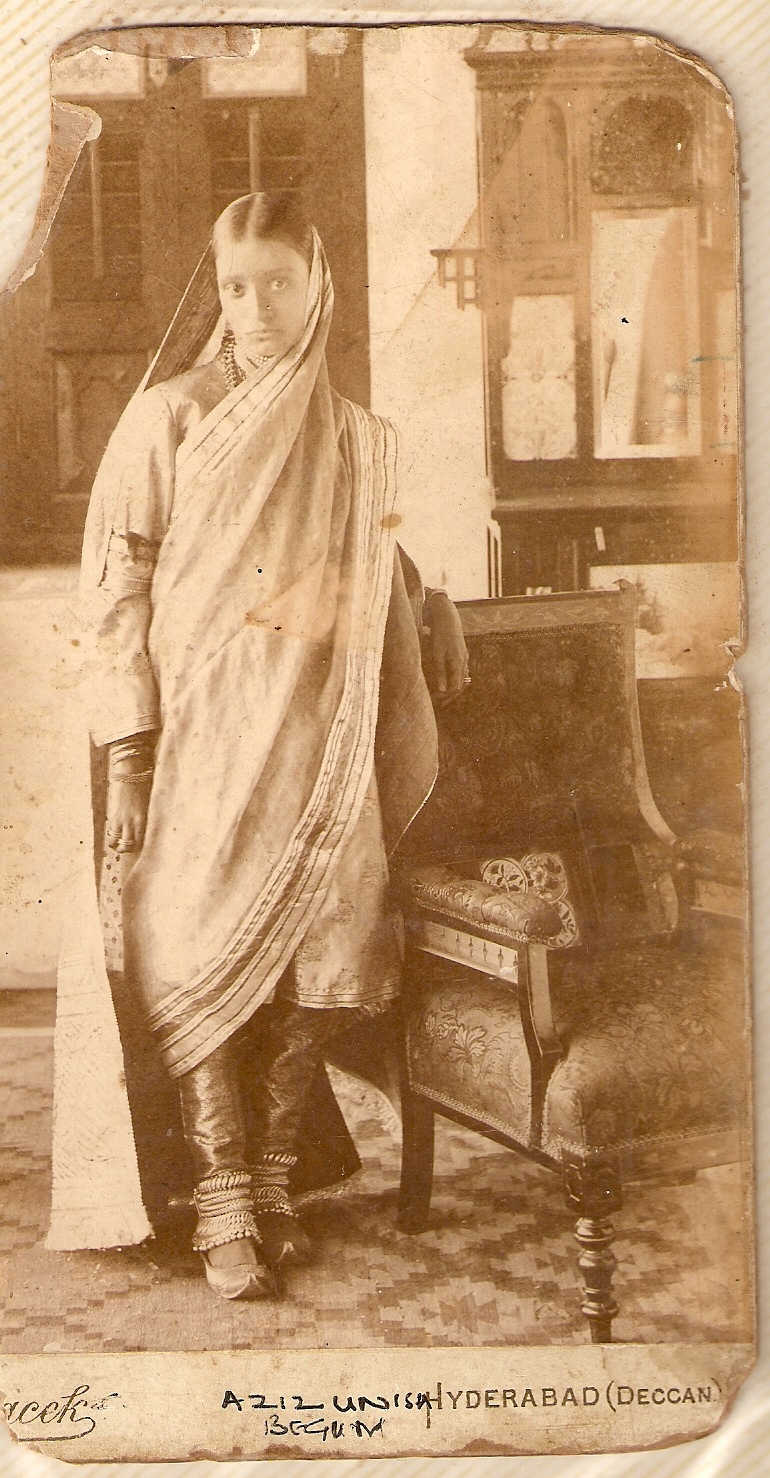
Жінка з Гайдарабада в дупатті в особливому стилі під назвою Khada Dupatta, 20 століття.

Дупатту носять у багатьох регіональних стилях по всій Південній Азії. Немає єдиного способу носіння дупатти, і з плином часу та модернізацією моди стиль дупатти також змінювався.
В Індії дупатту традиційно носять через ліве плече і заправляють її на протилежний бік до спідниці. Однак дупатта може вільно звисати через плече, або через шию і за обидва плеча. Сучасний варіант полягає в тому, щоб довжина дупатти елегантно драпірувалася навколо талії та через руки спереду. Матеріал для виготовлення дупатти різний, але зазвичай він легкий і довгий, що допускає потік і різноманітність.
Коли дупатту носять із шальварою, вона закриває груди, створюючи форму U або V.[джерело?] На додаток до носіння дупатти, коли виходять на публіку, жінки Південної Азії носять дупатту як вуаль, коли входять у мандир, церкву, ґурдвару. У контексті пандемії COVID-19 його не вважали належним для використання як тканинну маски для обличчя, оскільки це релігійна тканина.
Дупатта, яка використовується як покриття для голови та обличчя, називається ґунґгат. Новоспеченим нареченим було прийнято носити ґунґгат, щоб захистити їх від лихого ока. У Непалі дупатта або подібна шаль називається pachaura.
Оскільки дупатти носять на всьому індійському субконтиненті, вони з'являються в різних формах, багато з яких характерні для регіонів субконтиненту. Дупатти Phulkari, які походять з Пенджабу, мають складні квіткові візерунки, тоді як dupattas Bandhani (або Bandhej dupattas), що походять із Гуджарату та Раджастхану, мають візерунки з краватками. Дупатти також можуть бути зроблені з оксамиту чи шовку, або надруковані з сучасним малюнком. Шовкові дупатти банарасі, родом із Варанасі, прикрашені парчею зарі та традиційними мотивами.

## Галерея

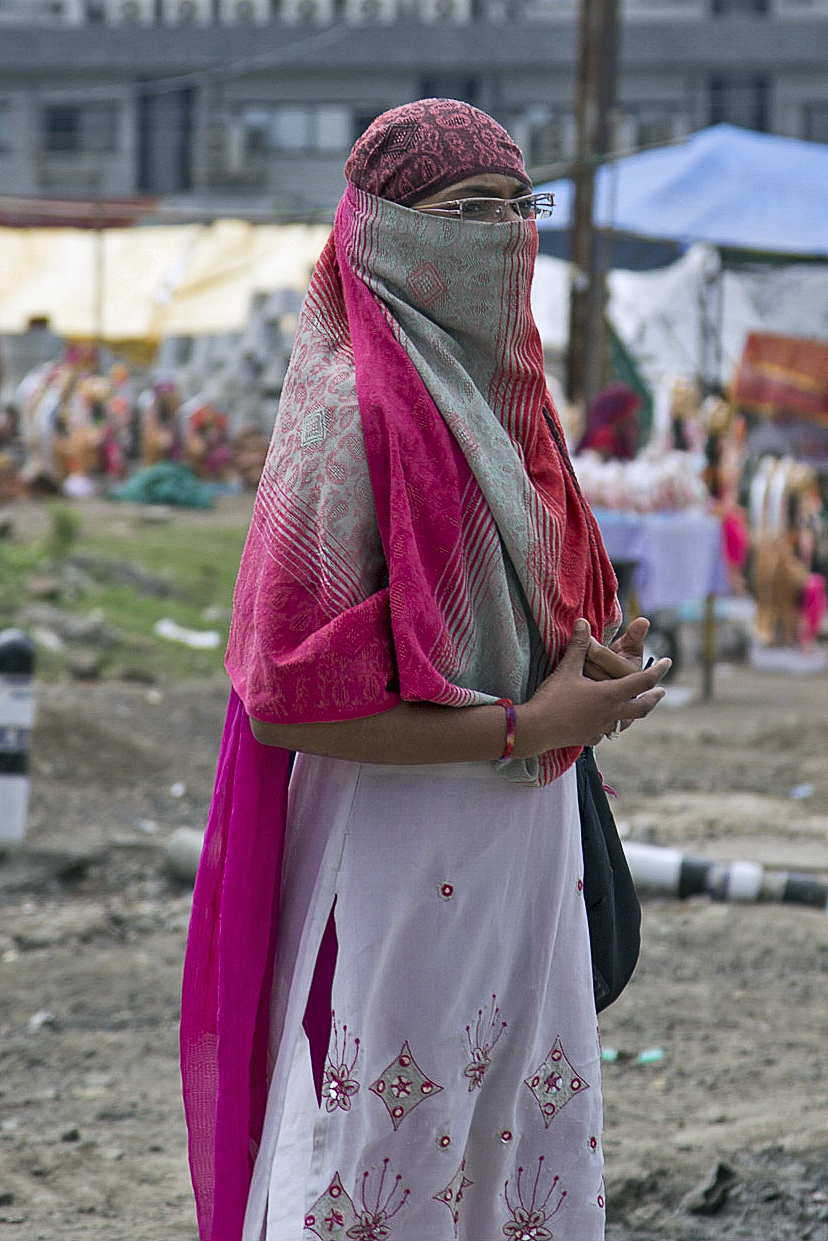
Використання дупатти як захист від пилу або сонця
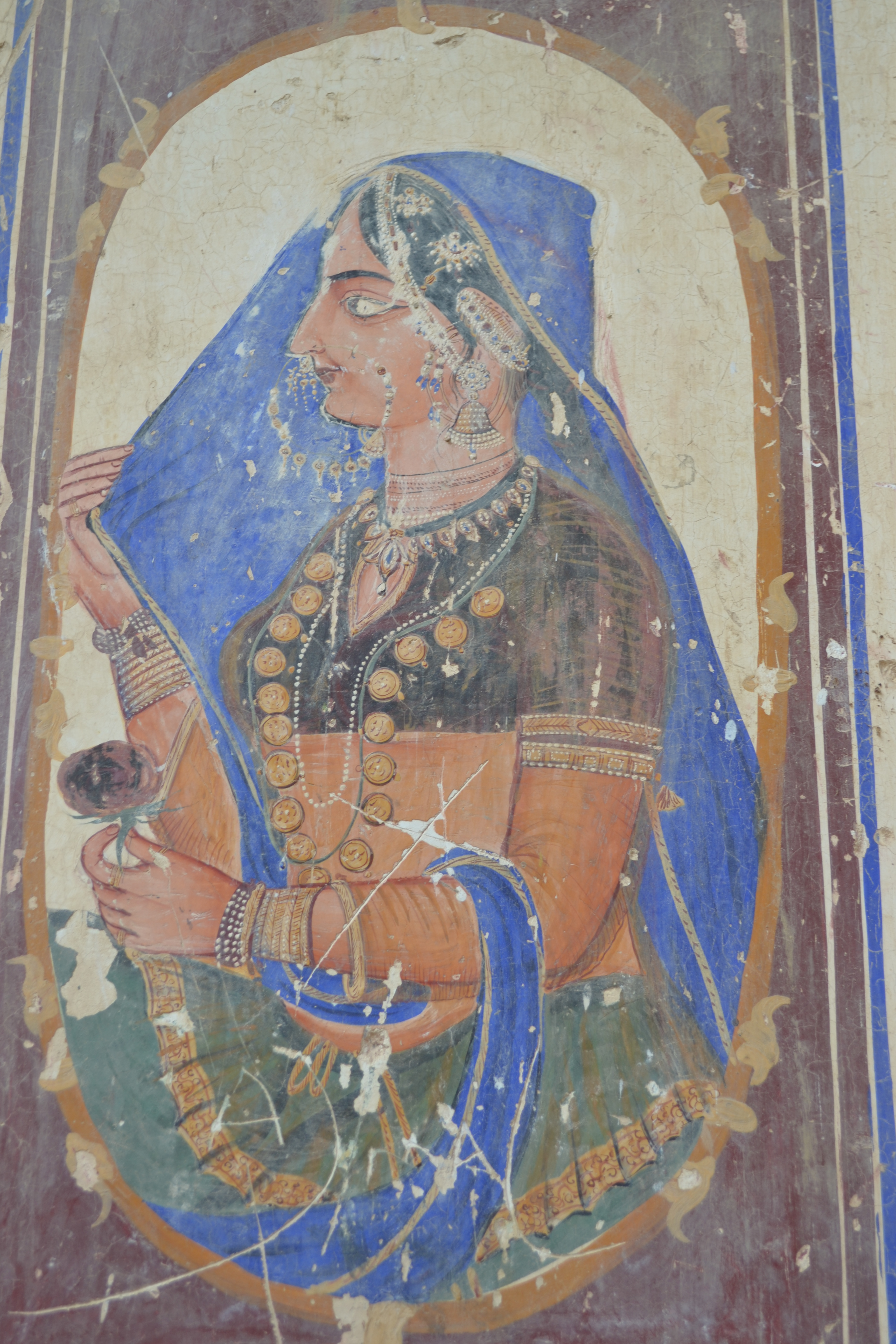
Пенджабська сикхська жінка з блакитним чунні
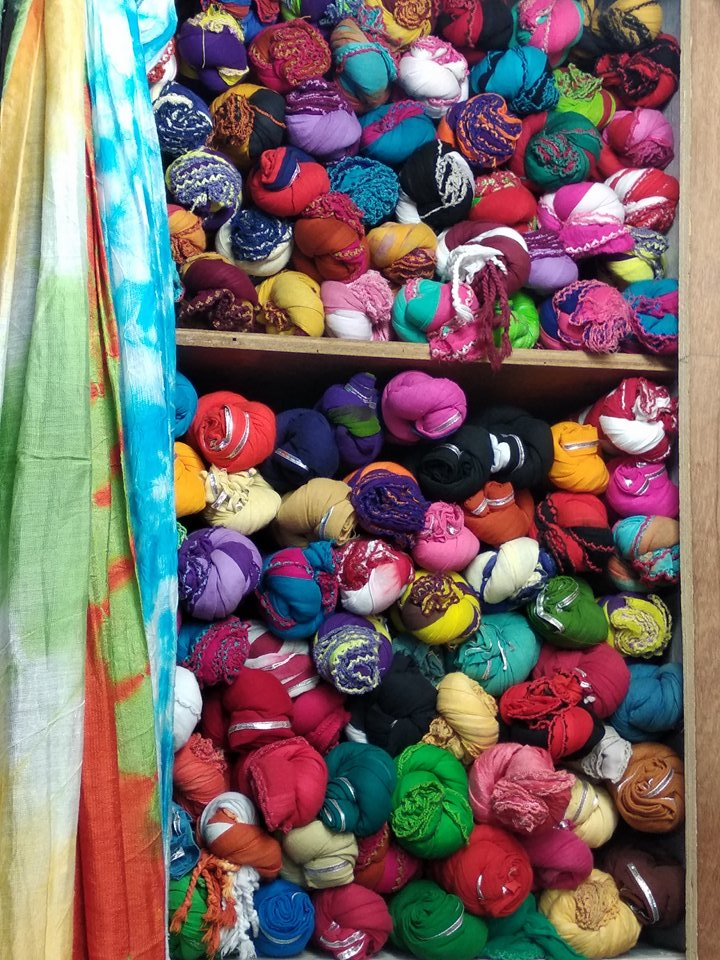
Магазин дупатт у Дакці, Бангладеш
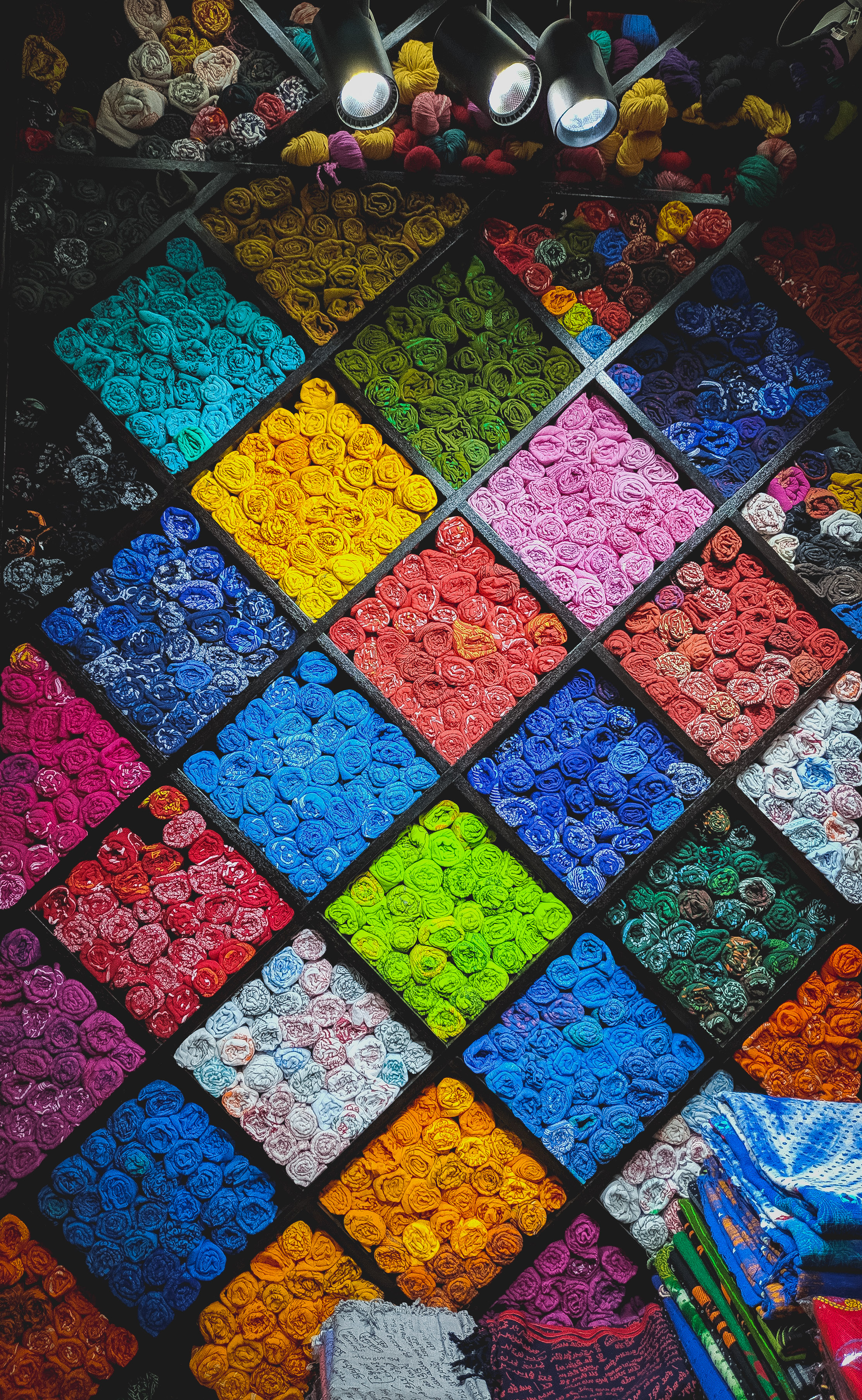
Магазин дупатти в Дакці, Бангладеш
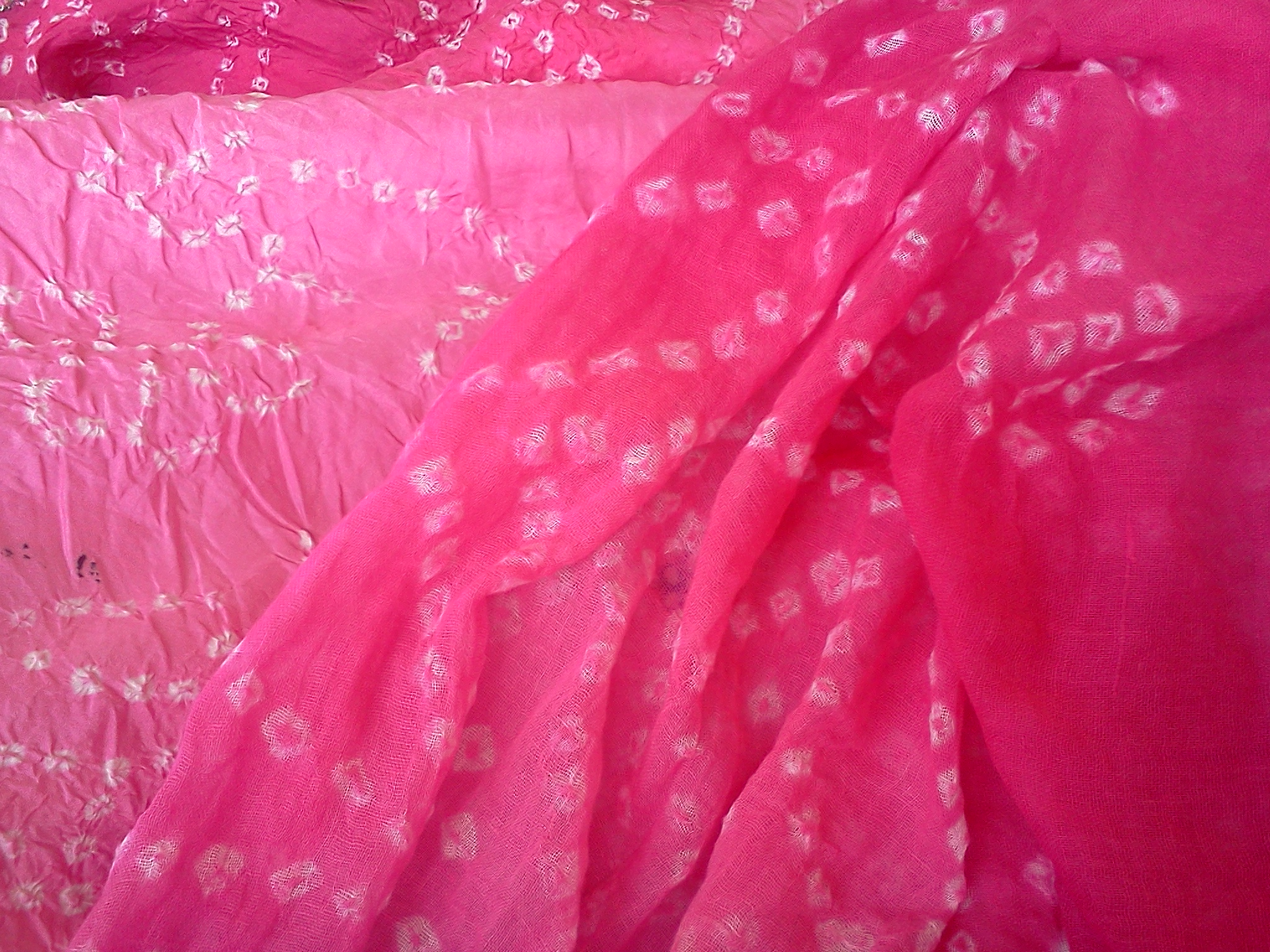
Бандгані дупатта
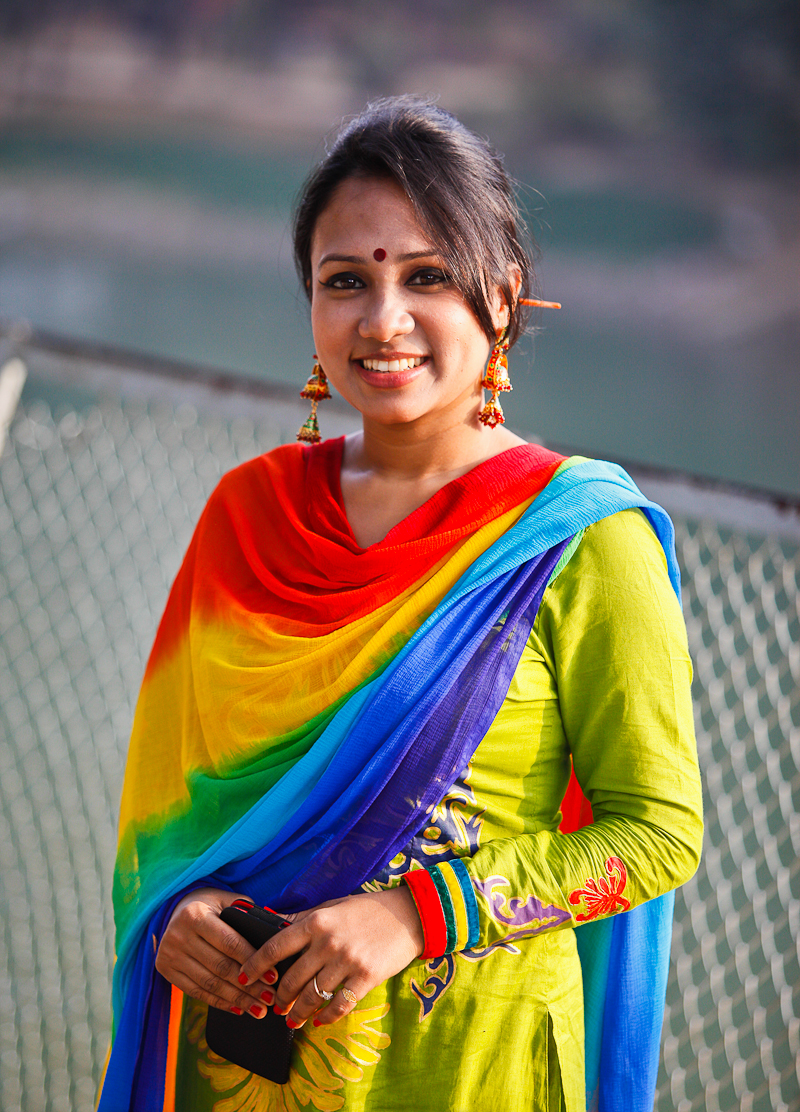
Бангладешка, драпірована в дупатту
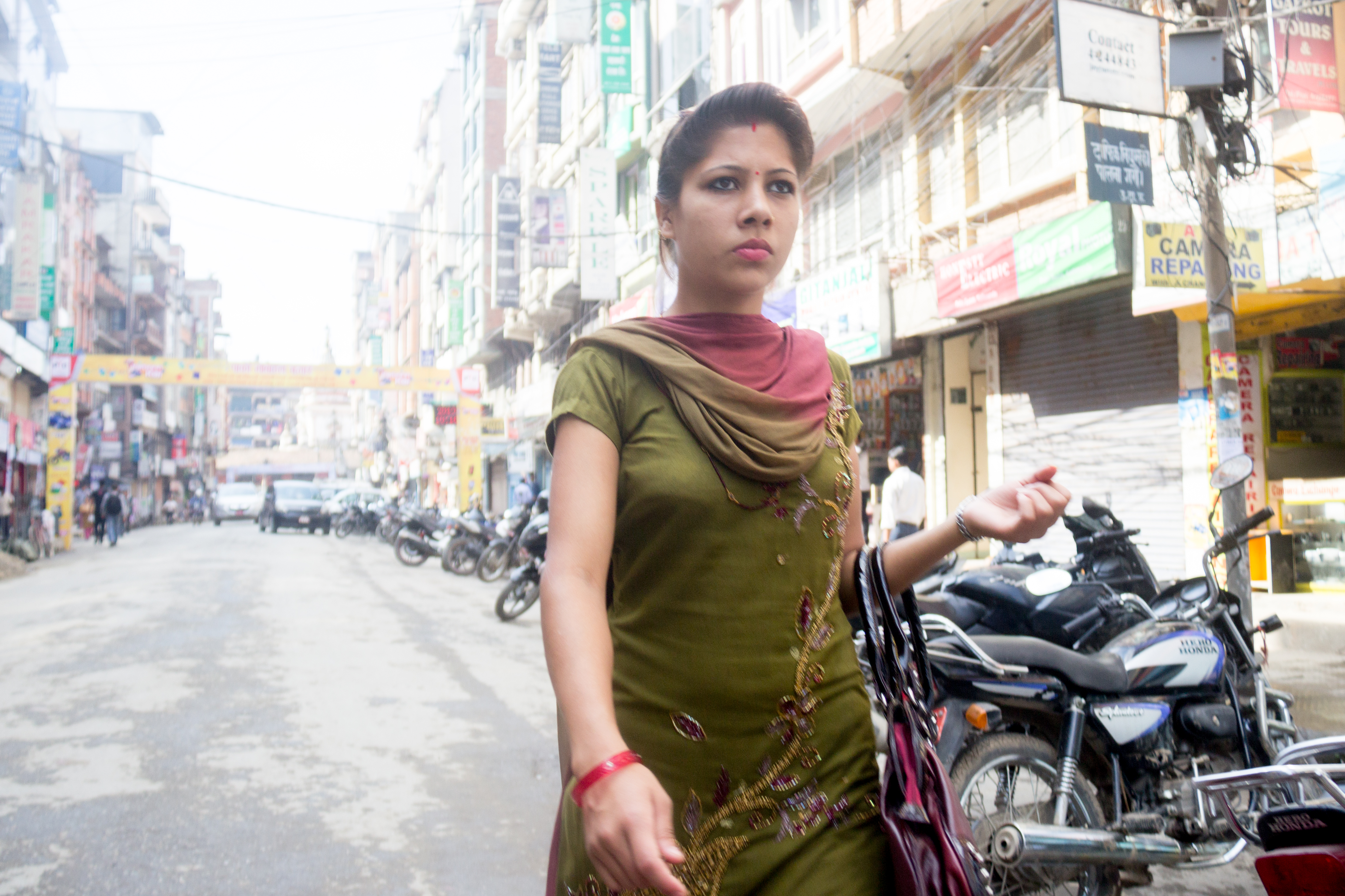
Непалка в сучасному стилі драпірує дупатту на шию
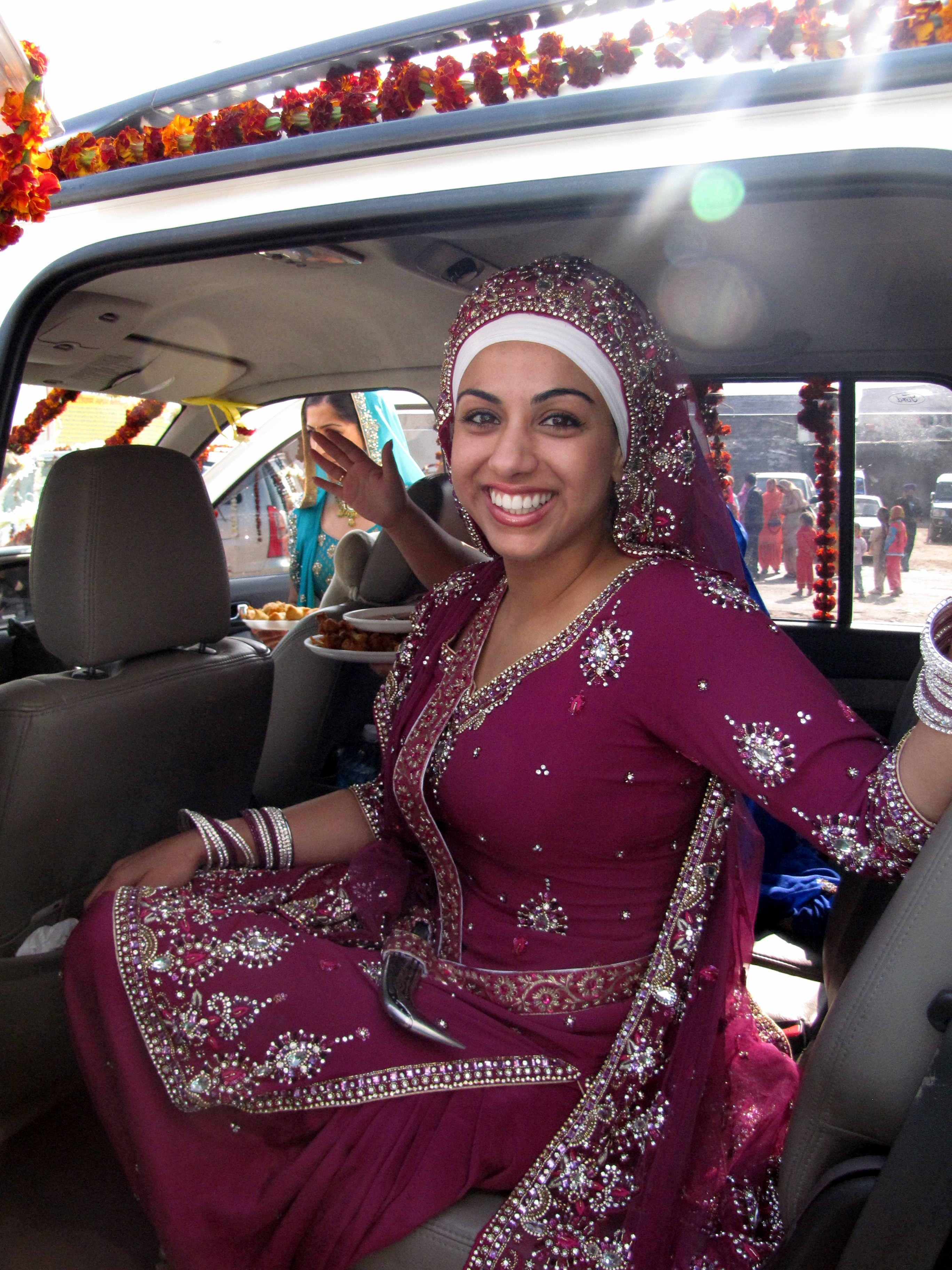
Сикхка у сальвар-камізі